# Srgaši
Srgaši (wł. Sergassi) – wieś w Słowenii, w gminie miejskiej Koper. 1 stycznia 2018 liczyła 187 mieszkańców.